# لامبرون
لامبرون (ارمنی: Լամբրոն ; فرانسوی: Les Embruns‎ ; ترکی استانبولی: Namrun Kalesi) قلعه ای در نزدیکی شهر چاملیایلا در استان مرسین ترکیه است. این دژ در هنگام قرون وسطی بخشی از پادشاهی ارمنی کیلیکیه بود، و به نام لامبرون شناخته می‌شده و خانه اجدادی شاهزادگان دودمان ارمنی هتومی محسوب می‌شد. این دژ در کوه‌های توروس قرار گرفته و از مسیر میان شهر طرسوس و دروازه‌های کیلیکیه محافظت می‌کند.

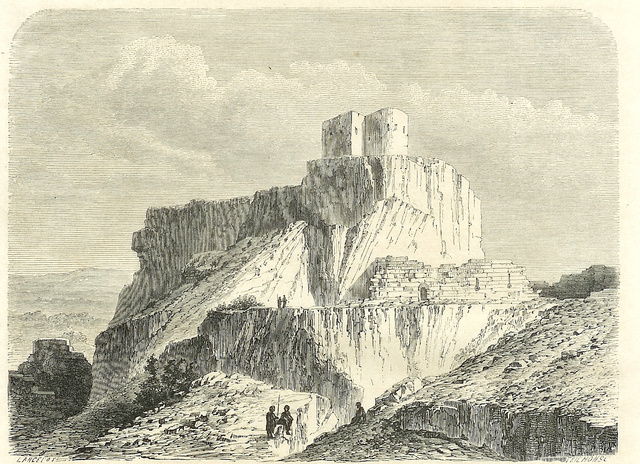
نمای قرن نوزدهمی از قلعه لامبرون اثر ویکتور لانگلویس

## تاریخچه
لامبرون مانند بسیاری از قلعه‌های کوهستانی دیگر در پادشاهی ارمنی سابق کیلیکیه، بر روی پایه‌ای از سنگ آهک بنا شده‌است. ارمنی‌ها برای نخستین بار در ربع سوم قرن یازدهم، و زمانی این دژ از سوی امپراتور بیزانس به اوشین اعطا شد، در این مکان بیزانسی مستقر شدند. در طول پنجاه سال بعد، این مکان به پایگاه اجدادی و مستحکم و نفوذ ناپذیر دودمان هتومی بدل شد. پس از چندین تلاش ناموفق در سالهای (۱۱۷۱، ۱۱۷۶ و ۱۱۸۲)، سرانجام در اوایل قرن سیزدهم توسط پادشاه لوون یکم، از دودمان روبنی از راه ازدواج خواهرزاده‌اش با یکی از اشراف هتومی، تسخیر شد. هنگامی که همه در جشن عروسی در طرسوس حضور داشتند، ارتش لوون قلعه را تسخیر کرد. در اوایل دهه ۱۲۴۰، هنگامی که کنستانتین بارون لامبرون به سلطان کیخسرو دوم سلجوقی پیوسته و به پادشاه هتوم اول حمله کرد، این دژ به کانون شورش علیه پادشاه ارمنستان بدل شد. سمبات سپاراپت، بارون پاپرون رهبری برای سرکوب این شورش را بدست گرفت. کنستانتین در سال ۱۲۵۰ به جرم این خیانت بزرگ، دستگیر و اعدام شد. این دژ در سال‌های ۱۰۱۰/۱۳۰۹ برای مدت کوتاهی به عنوان زندان پادشاه قبرس، هنری دوم از دودمان لوزینیان بکار گرفته می‌شد. در اواخر قرن چهاردهم، یک پادگان از مملوک‌های مصر این قلعه را اشغال کرد.